# Красное (Хиславичский район)
Красное — деревня в Хиславичском районе Смоленской области России. Входит в состав Владимировского сельского поселения. Население — 4 жителя (2007 год).

## Географическое положение
Расположена в юго-западной части области в 7 км к востоку от Хиславичей, в 25 км западнее автодороги А141 Орёл — Витебск, на берегу реки Красная. В 26 км восточнее деревни расположена железнодорожная станция Стодолище на линии Смоленск — Рославль.

## История
В списке населённых мест Смоленской губернии (данные 1859 года) значится, как сельцо Бественка. 11 дворов и 86 жителей.
На карте с данными от 1871 она обозначена в 2 км восточнее современного местоположения. На этой карте она расположена у истока ручья Бественка (Проня), притока реки Духовой, и смыкается с Прилеповкой. Примерно на месте современной деревни находилась деревня под названием Селедцовка(Селидцевка), которая есть и в списке населённых мест.
На карте РККА 1924,1926 года названа Бедственка и расположена на современном месте, у истока речушки Красная. Селедцевка на этой карте уже отсутствует.
В годы Великой Отечественной войны деревня была оккупирована гитлеровскими войсками в июле 1941 года, освобождена в сентябре 1943 года.
В 1963 году указом Президиума Верховного Совета РСФСР деревня Бедственка Монастырщинского сельского района переименована в деревню Красная.
В справочнике административно-территориального деления Смоленской области 1983 года отмечена под разными именами: в одном месте как Красное, в другом — как Бедственка. Ко времени составления справочника (1978 год) входила во Владимирский сельсовет Хиславичского района.

## Известные люди
В деревне родились:
- Сидоренков Генрих Иванович (1931—1990) — хоккеист, заслуженный мастер спорта СССР.